# Krebsprävention
Unter Krebsprävention, auch Krebsvorbeugung, Krebsprophylaxe oder Krebsvermeidung genannt, versteht man Maßnahmen oder Verhaltensregeln, die die Entstehung von Krebserkrankungen verhindern oder zumindest die Wahrscheinlichkeit für eine solche Erkrankung herabsetzen sollen.
Einige der praktizierten Maßnahmen und Verhaltensregeln sind wissenschaftlich durch eine Vielzahl von epidemiologischen und retrospektiven Studien in ihrer Wirksamkeit bewiesen. Andere krebspräventive Maßnahmen sind zwar wissenschaftlich weitgehend unstrittig, jedoch unbewiesen. Dazu kommen einige in Fachkreisen kontrovers diskutierte sowie von der evidenzbasierten Medizin eindeutig abgelehnte Maßnahmen zur Krebsprävention („Quacksalberei“).

## Krebsprävention als gesamtgesellschaftliche Aufgabe
Nach Expertenschätzungen sind in der Bundesrepublik immer noch rund die Hälfte aller Krebserkrankungen auf Lebensstilfaktoren zurückzuführen. Dazu gehörten, wie Rauchen, falsche Ernährung, wenig Bewegung, zu viel Alkohol und UV-Strahlung.
Nach früheren Erhebungen ließen sich 42 % aller Krebserkrankungen und beinahe die Hälfte aller krebsbedingten Todesfälle Schätzungen zufolge alleine durch die Art und Weise der Lebensführung (Lifestyle) vermeiden. Krebs ist keine einheitliche Erkrankung, sondern vielmehr ein Sammelbegriff für eine Vielzahl verwandter Krankheiten, die sich erheblich in ihrer Pathologie unterscheiden können. Entsprechende Unterschiede bestehen deshalb auch für den Erfolg vorbeugender Maßnahmen. Die Wirkung präventiver Maßnahmen lässt sich am Individuum allein nicht bestimmen. Dazu sind immer möglichst große, statistisch erfasste Populationen notwendig.
Von der Krebsvorbeugung ist die Krebsvorsorge (auch: Krebsfrüherkennung) abzugrenzen. Deren Ziel ist die möglichst frühzeitige Erkennung von Krebserkrankungen, um die Erfolgswahrscheinlichkeit der Behandlung der Erkrankung (Krebstherapie) zu erhöhen.

## Möglichkeiten der Krebsvorbeugung

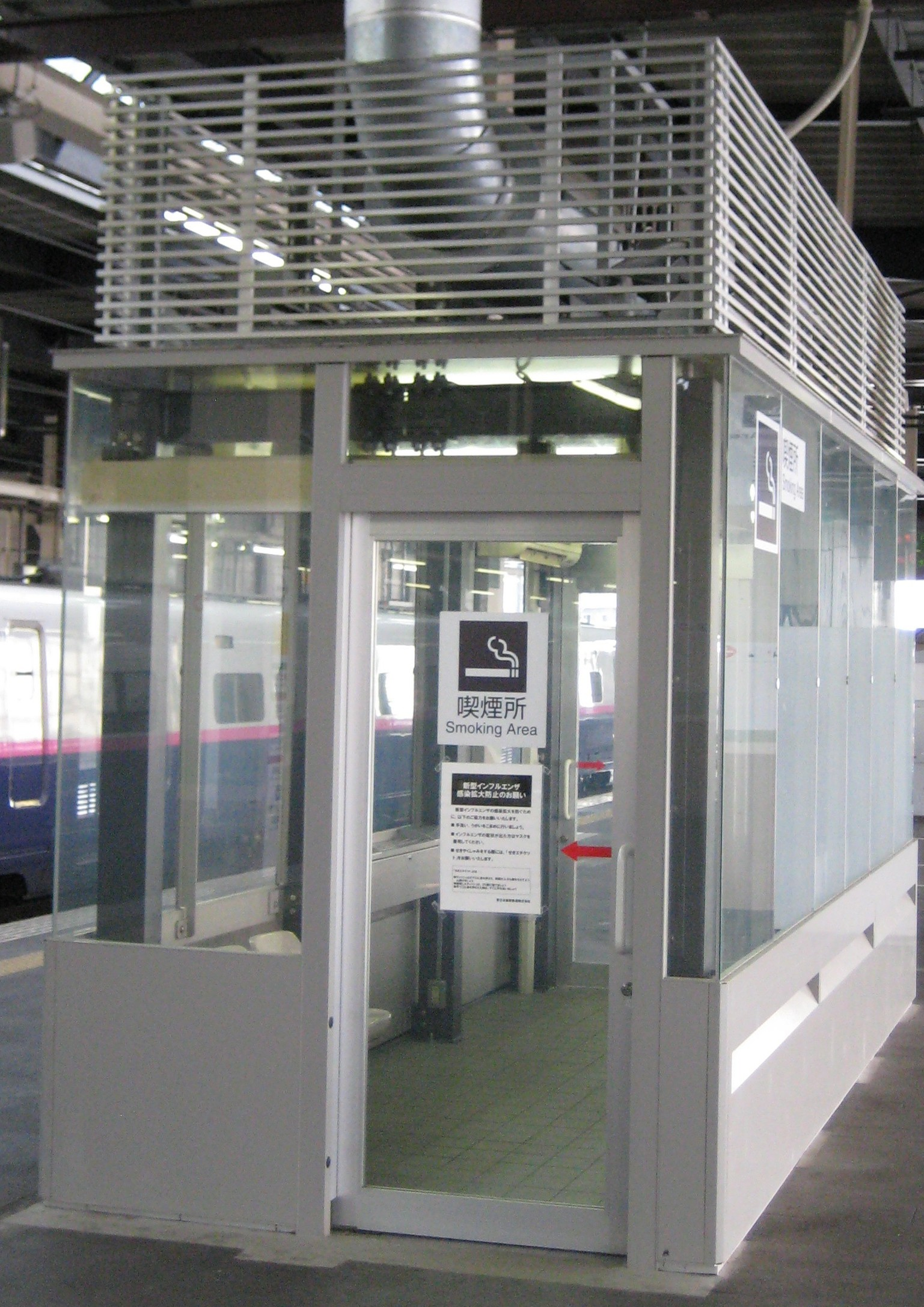
Nichtraucherschutz in Japan: Abgekapselter Raucherraum auf einem Bahnhof – Luftabsaugung auf dem Dach.

Die Vermeidung der Exposition mit Karzinogenen ist einer der Hauptansatzpunkte zur Krebsprävention. Ein anderer ist die Aufnahme von kanzeroprotektiven (krebsschützenden) Nahrungsmitteln beziehungsweise Nahrungsergänzungsmitteln. Durch Impfungen gegen bestimmte Viren (Hepatitis B und Humane Papillomviren) lässt sich das Risiko für einige Krebserkrankungen nachweislich deutlich herabsetzen.
Der Europäische Kodex gegen den Krebs führt in seiner Fassung von 2016 12 Möglichkeiten auf, das eigene Krebsrisiko zu senken.
1. Verzicht auf Tabakkonsum
2. Rauchfreie Umgebung zu Haus und bei der Arbeit
3. Vermeidung der Adipositas
4. Regelmäßige körperliche Bewegung
5. Der verstärkte Verzehr von Obst, Gemüse und Vollkornprodukten. Vermeidung kalorienreicher Nahrungsmittel, zuckerhaltiger Getränke oder industriell verarbeitetem Fleisch.
6. Die Begrenzung des Alkoholkonsums bzw. ein völliger Verzicht auf Alkohol
7. Vermeidung exzessiver Sonnenexposition, speziell bei Kindern und Jugendlichen
8. Schutz vor krebserregenden Substanzen am Arbeitsplatz
9. Schutz vor natürlicher Radonbelastung im Erdboden (falls erhöhte Radonbelastung in der Wohngegend besteht)
10. Frauen: Stillen Sie Ihr Kind, falls möglich. Nehmen Sie Hormonersatztherapien (in den Wechseljahren) möglichst wenig in Anspruch
11. Impfen von Kindern gegen Viren, die Krebs verursachen können: Hepatitis B-Viren und Humane Papillomviren (HPV)
12. Nehmen Sie an den bestehenden Krebsfrüherkennungsprogrammen teil

Der Harvard Report on Cancer Prevention von 1996 enthält eine noch heute weitgehend gültige Abschätzung der Krebsrisikofaktoren.
Die wesentlichen Risikofaktoren liegen dabei im Bereich der individuellen Lebensführung.
| Risikofaktor              | Anteil an der Krebsentstehung | gefährdete Organe                                                                                       |
| Rauchen                   | 25 bis 30 %                   | Mundhöhle, Speiseröhre, Kehlkopf, Lunge, Bauchspeicheldrüse, Harnblase, Gebärmutterhals, Niere und Blut |
| Ernährung und Übergewicht | 20 bis 40 %                   | Mundhöhle, Speiseröhre, Kehlkopf, Bauchspeicheldrüse, Magen, Darm, Brust und Prostata                   |
| Alkohol                   | 3 %                           | Mundhöhle, Rachen, Speiseröhre, Kehlkopf und Leber                                                      |
| berufliche Faktoren       | 4 bis 8 %                     | Lunge und Harnblase                                                                                     |
| genetische Faktoren       | 5 %                           | Auge, Darm, Brust, Eierstöcke und Schilddrüse                                                           |
| Infektionen               | 5 %                           | Leber, Gebärmutterhals, lymphatisches System, blutbildendes System und Magen                            |
| Luftschadstoffe           | 2 %                           | Lunge                                                                                                   |

## Vermeidung der Exposition mit krebserregenden Stoffen und Strahlungen
Eine Reihe von Substanzen ist in der Lage Krebs auszulösen. Zu diesen Karzinogenen (Krebserregern) gehören unter anderem eine Vielzahl von chemischen Verbindungen im Tabakrauch, Feinstäube wie beispielsweise Asbest oder Dieselruß, Benzol und Aflatoxine (bestimmte Schimmelpilzgifte). Im weiteren Sinn werden dazu auch ionisierende Strahlen und Onkoviren gerechnet.

### Verzicht auf Tabakkonsum
Statistisch gesehen sind 25 bis 30 % aller durch Krebs hervorgerufenen Todesfälle in entwickelten Ländern auf langjähriges Tabakrauchen zurückzuführen. Zwischen 87 und 91 % aller Lungenkrebserkrankungen bei Männern und zwischen 57 und 86 % bei Frauen werden durch das Rauchen von Zigaretten verursacht. Die Zusammenhänge zwischen Rauchen und Lungenkrebs sind – nicht zuletzt durch entsprechende Warnhinweise auf den Verpackungen für Tabakprodukte – inzwischen allgemein bekannt. Für eine Reihe anderer Krebserkrankungen, wie beispielsweise die Gruppe der Kopf-Hals-Karzinome (Mundhöhlenkarzinom, Nasenrachenkrebs, Mundrachenkrebs, Schlundrachenkrebs, Kehlkopfkrebs und Luftröhrenkrebs), ist der Zusammenhang zwischen Rauchen und entsprechender Krebserkrankung ebenfalls zweifelsfrei belegt. Bei Brustkrebs zeigen epidemiologische Daten, dass das Risiko einer Erkrankung durch Rauchen um etwa 30 % gesteigert wird. Auch beim kolorektalen Karzinom („Darmkrebs“) erhöht langjähriger Tabakkonsum das Erkrankungsrisiko signifikant.

Regelmäßiger Alkoholkonsum erhöht das Risiko für verschiedene Krebserkrankungen.

### Vermeidung von Alkohol
Über die Wechselwirkung von regelmäßigem Alkoholkonsum und der Erhöhung des Risikos einer Krebserkrankung liegen viele Studien vor, die einen eindeutigen Zusammenhang aufzeigen. Bei Brustkrebs liegt die Schwelle, ab der der Alkoholkonsum ein signifikant höheres Erkrankungsrisiko bewirkt, unterhalb von ein bis zwei alkoholischen Getränken pro Tag. Das Risiko erhöht sich vor allem für estrogenrezeptorpositive (ER+) Tumoren. Die Art des Getränkes, ob Bier, Wein oder Spirituose, spielt dabei, wie auch die Farbe des Weines, keine Rolle. Das Risiko steigt in einer dosisabhängigen Weise. Die tägliche Zufuhr von 15 bis 30 g Alkohol, was etwa ein bis zwei alkoholischen Getränken entspricht, erhöht das Risiko um den Faktor 1,33 (=33 %, das Konfidenzintervall für 95 % Wahrscheinlichkeit liegt bei 1,01 bis 1,71). Einmaliger wöchentlicher Konsum erhöht das Risiko um 2 % pro Drink und Wochenendkonsum um 4 %. Exzessives Trinken mit vier bis fünf Drinks pro Tag steigert das Risiko um 55 %.

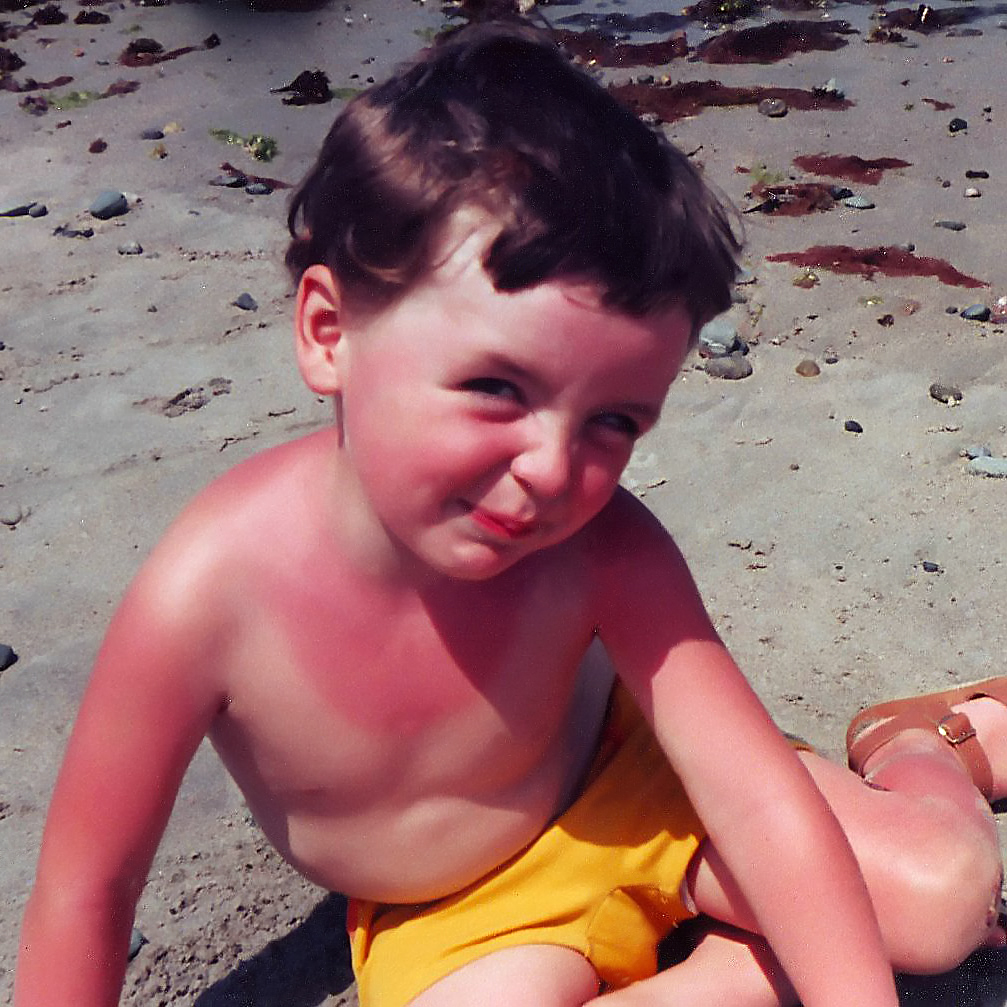
Sonnenbrände, vor allem in der Kindheit, erhöhen das Risiko für Hautkrebs.

### Vermeidung übermäßiger ultravioletter Strahlung
Der Zusammenhang zwischen Hautkrebs und jahrelanger Exposition der Haut mit Sonnenlicht (Sonnenbad zur Bräunung der Haut) ist wissenschaftlich bewiesen. Insbesondere Sonnenbrände in der Jugend erhöhen signifikant das Risiko für Hautkrebs, wie beispielsweise für das maligne Melanom. Auch Solarien und Sonnenbänke erhöhen das Risiko für Hautkrebs. Der Schutz der Haut vor zu intensiver Bestrahlung, beispielsweise durch zweckmäßige Kleidung, kann die Wahrscheinlichkeit einer Hautkrebserkrankung deutlich reduzieren.

## Ernährung

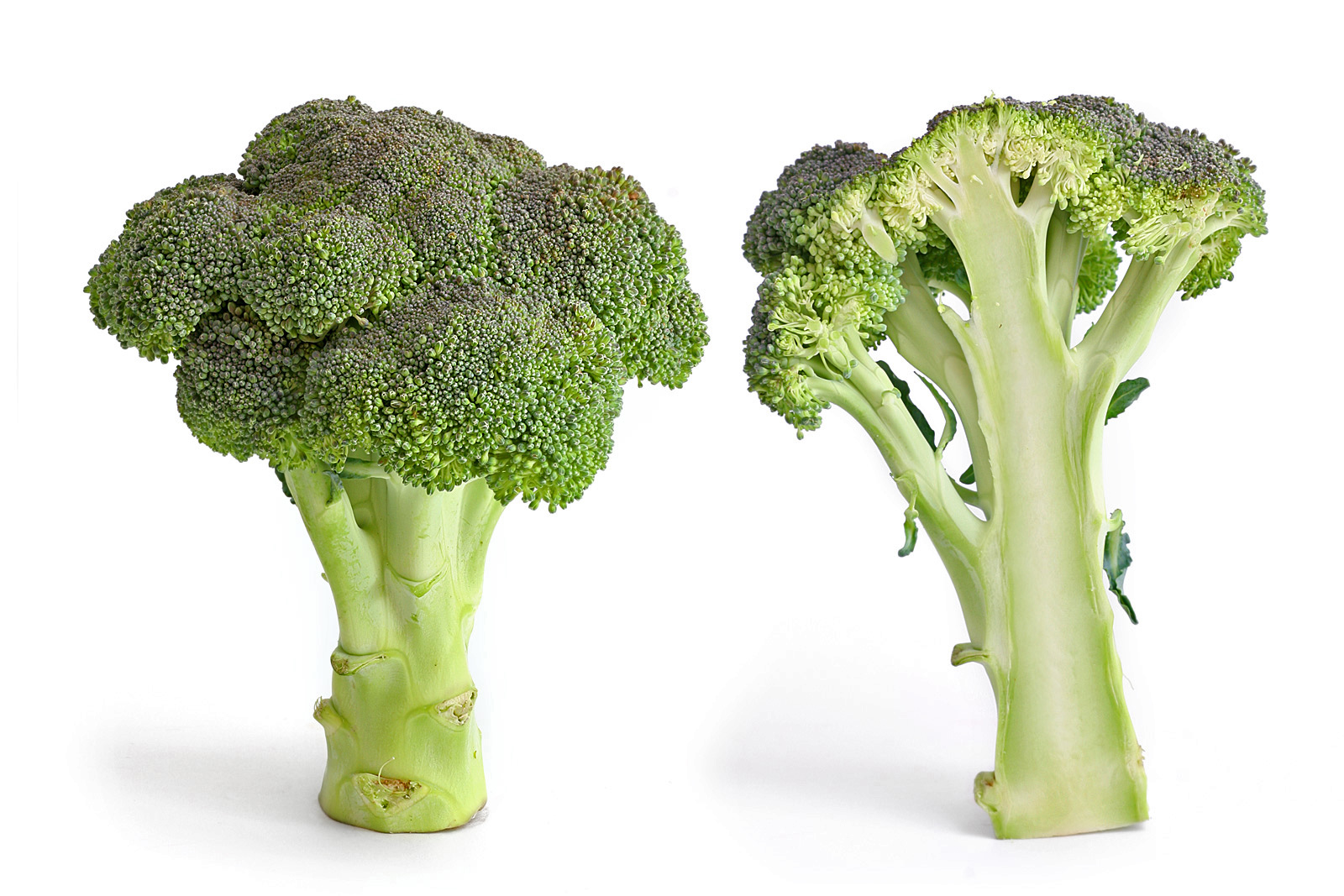
Broccoli: wahrscheinlich Schutzwirkung

### Übersicht
Der World Cancer Research Fund (WCRF) betont, dass nicht ein einzelnes Lebensmittel vor Krebs schütze, sondern vielmehr gesunde Ernährungsmuster. Hierzu zählen:
- Lebensmittel mit hoher Energiedichte nur begrenzt verzehren
- Zuckerhaltige Getränke vermeiden
- überwiegend pflanzliche Lebensmittel konsumieren:
  - täglich 5 Portionen Obst und Gemüse
  - Hülsenfrüchte
  - Vollkornprodukte
- verarbeitetes Fleisch vermeiden
- Verzehr von rotem Fleisch auf 350–500 g pro Woche begrenzen
- Alkoholkonsum vermeiden
- Salzkonsum begrenzen
- Nährstoffbedarf über Lebensmittel, nicht Nahrungsergänzungsmittel decken

Ein wichtiger Faktor ist Übergewicht, welches das Risiko an Krebs zu erkranken erhöht. Vermutet wird, dass ein dauerhaft erhöhter Insulinspiegel als auch Wachstums- und Angiogenesefaktoren dabei eine Rolle spielen. Letztere werden teilweise von den Fettzellen selbst gebildet, was die Entstehung und das Wachstum von Tumorzellen begünstigt. Insgesamt können 13 Krebsentitäten auf Adipositas als eigenständiger Risikofaktor zurückgeführt werden. Der WCRF empfiehlt daher einen Body-Mass-Index von nicht über 25.
Der Zuckerkonsum sollte laut WCRF begrenzt werden. Hintergrund ist, dass Krebszellen einen erhöhten Zuckerbedarf haben. Es ist allerdings ein Trugschluss, dass Krebszellen durch das Vermeiden von Zucker „ausgehungert“ werden könnten.

### Mögliche Wirkungsmechanismen von sekundären Pflanzenstoffen
Einige sekundäre Pflanzenstoffe greifen nach ihrem Verzehr unmittelbar auf positive Weise in die Karzinogenese (Tumorentwicklung) ein. Vermutet werden folgende Mechanismen:
- Antioxidantien sind Radikalfänger und eliminieren freie Radikale.
- Carotinoide, Polyphenole und Flavonoide lagern sich an die DNA im Zellkern an, so dass dort keine Karzinogene anbinden können.
- Phenolsäuren, Glucosinolate und Sulfide inhibieren bestimmte Enzyme, die die Umwandlung von Prokarzinogenen, wie beispielsweise Aflatoxine oder Nitrosamine, in Karzinogene katalysieren.
- Dagegen regen Glucosinolate, Monoterpene, Sulfide und Polyphenole karzinogenentgiftende Enzyme an.
- Phenolsäuren, Ellagsäure, Ferulasäure und Kaffeesäure binden an kanzerogene polycyclische aromatische Kohlenwasserstoffe und entgiften diese so.
- Phytosterine und Saponine hemmen die Proliferation von Tumorzellen im Dickdarm.

Während der WCRF eine pflanzenbetonte Ernährung als tumorprotektiv einstuft, ist jedoch noch unklar, welchen Anteil sekundäre Pflanzenstoffe hieran haben.

### Nahrungsergänzungsmittel (NEM)
Lange Zeit dachte man, dass insbesondere Nahrungsergänzungsmittel mit Antioxidantien tumorprotektiv wirken müssten.
Jedoch lieferten die für Selen durchgeführten Studien keinen Hinweis auf einen positiven Nutzen einer zusätzlichen Gabe von Selen. Einige Krebsarten werden zwar offensichtlich positiv, andere aber eher negativ beeinflusst. Eine Studie (SELECT) musste 2008 abgebrochen werden, da keine Schutzwirkung im Vergleich zum Placebo festgestellt werden konnte. Weder bei Selen-Gabe noch bei Vitamin-E-Gabe gab es statistisch signifikante Unterschiede.
Eine Reihe epidemiologischer Studien zeigte einen positiven Effekt bei einem erhöhten Plasmaspiegel von β-Carotin (durch entsprechende pflanzliche Lebensmittel) und einem reduzierten Risiko ein Bronchialkarzinom (Lungenkrebs) zu entwickeln. In intervenierenden Studien (ATBC, CARET und E3N), bei denen Rauchern über einen längeren Zeitraum β-Carotin hingegen nicht über die Nahrung, sondern als Nahrungsergänzung verabreicht wurde, um das Krebsrisiko zu senken, entwickelten diese völlig unerwartet häufiger ein Bronchialkarzinom als die Vergleichsgruppe ohne β-Carotin. Bei Trinkern erhöht β-Carotin das Risiko eines Kolorektalkarzinoms. In der „normalen“ Population führt die Einnahme von β-Carotin dagegen offensichtlich nicht zu einem erhöhten Krebsrisiko, sondern zeigt im Gegenteil die erwartete krebspräventive Wirkung. Das Darmkrebsrisiko sank in einer Studie beispielsweise um 44 %.
Seit 2006 müssen alle β-Carotin enthaltenden Medikamente einen Warnhinweis aufweisen, dass für Raucher ein erhöhtes Risiko besteht, an Lungenkrebs zu erkranken.
Auch für die Gabe von Vitamin D konnte in der 2018 erschienenen VITAL-Studie kein Nutzen für die Krebsprävention nachgewiesen werden.
Nahrungsergänzungsmittel werden vom World Cancer Research Fund für die Krebsprävention nicht empfohlen.

### Übergewicht oder Adipositas

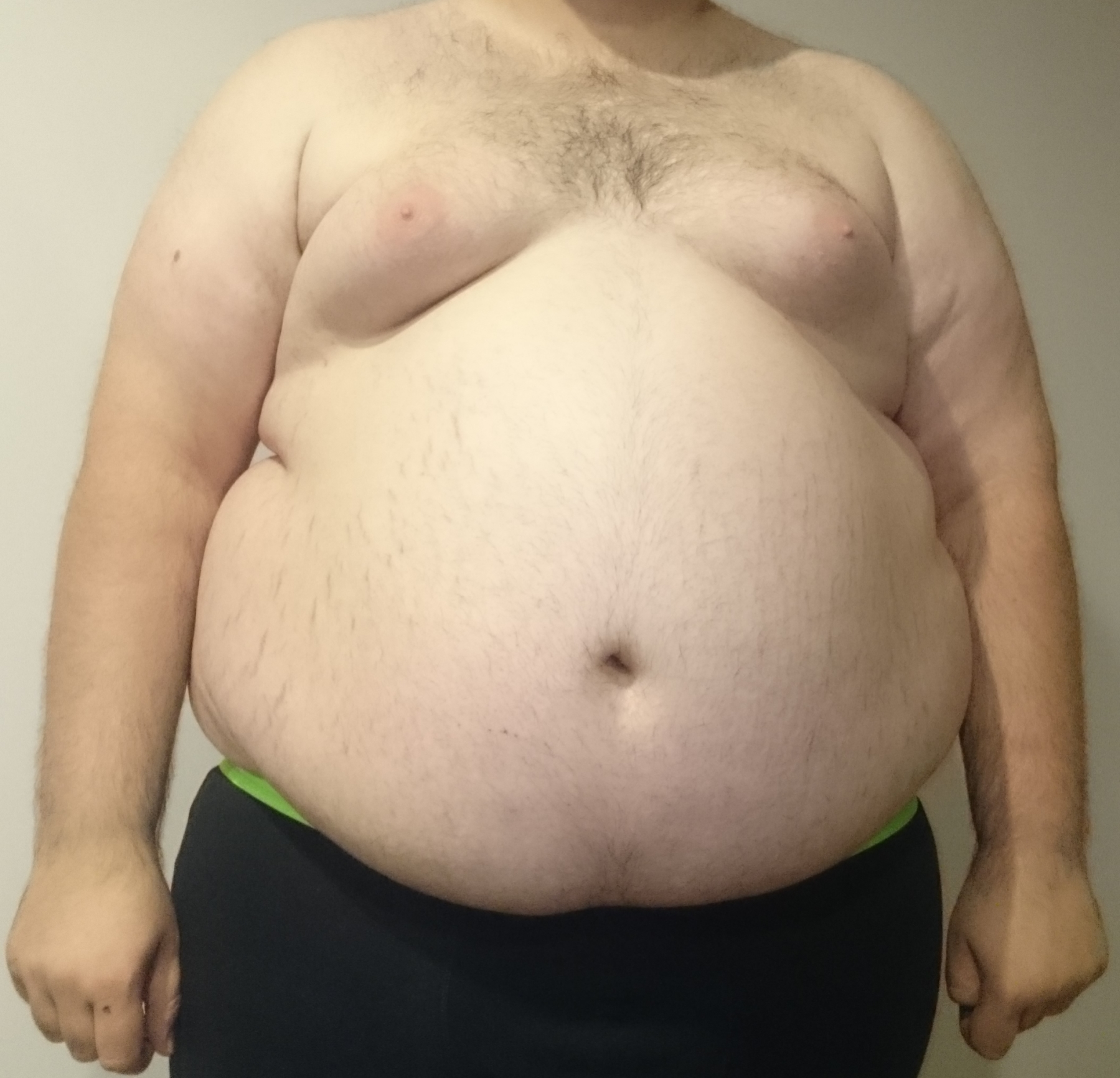
Adipositas erhöht das Risiko für verschiedene Krebserkrankungen erheblich.

Die Zusammenhänge zwischen Übergewicht beziehungsweise Adipositas (Fettleibigkeit) und einem erhöhten Risiko für bestimmte Krebserkrankungen sind in einer Vielzahl von Studien dokumentiert.

#### Brustkrebs
Das Risiko einer Brustkrebserkrankung übergewichtiger beziehungsweise adipöser Patientinnen nach der Menopause ist um 30 bis 50 % höher als bei normalgewichtigen Patientinnen. Für Erkrankungen vor der Menopause ist das Risiko dagegen nicht erhöht. Eine Gewichtsabnahme, insbesondere im späteren Leben, reduziert das Risiko deutlich, während eine Zunahme des Körpergewichts als Erwachsener das Risiko für Brustkrebs verdoppelt.
Als Erklärungsmodell für das erhöhte Brustkrebsrisiko bei Übergewicht werden verschiedene Mechanismen diskutiert. Übergewichtige Patientinnen haben häufig einen erhöhten Spiegel an Sexualhormonen, die einen starken Einfluss auf das Tumorwachstum haben (siehe Hauptartikel Brustkrebs#Hormonelle Faktoren). Gleiches gilt für insulinähnliche Wachstumsfaktoren, insbesondere IGF-2. Die erhöhte Masse an Fettspeicherzellen bei übergewichtigen Patientinnen erleichtert aber auch die Einlagerung von kanzerogenen Substanzen im Fettgewebe.

#### Darmkrebs
Zwischen dem Body-Mass-Index (BMI) und dem Risiko an Darmkrebs zu erkranken besteht eine eindeutige Korrelation. Dies ist insbesondere für Tumoren im distalen Colon der Fall. Die Anzahl von fakultativ präkanzerösen Dickdarmpolypen korreliert ebenfalls mit dem BMI. Auch hohe Werte für das Taille-Hüft-Verhältnis steigern das Risiko für Kolorektralkarzinome. Zu den gleichen Ergebnissen kommen die beiden groß angelegten Framingham- und EPIC-Studien.

#### Prostatakrebs
Auch beim Prostatakarzinom besteht ein erhöhtes Erkrankungsrisiko bei Adipositas. Es ist mit durchschnittlich etwa 5 % allerdings relativ gering. Eine mögliche Ursache sind erhöhte Insulin-Spiegel bei adipösen Patienten.

#### Andere Krebserkrankungen
Starkes Übergewicht erhöht auch das Risiko für ein Nierenzellkarzinom bei Frauen.

## Körperliche Betätigung

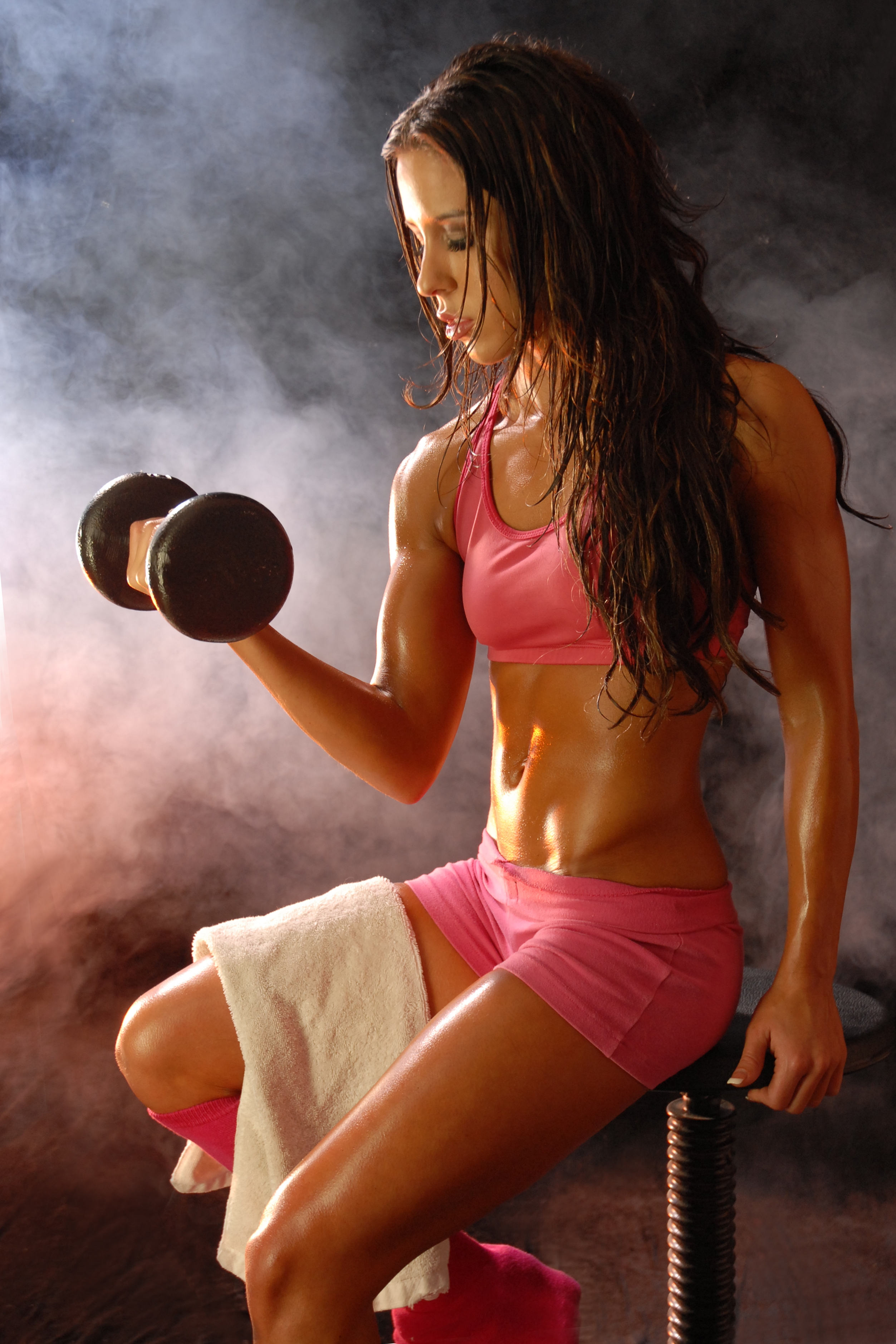
Regelmäßige körperliche Betätigung kann das Risiko einer Brustkrebserkrankung um bis zu 50 % senken.

Für die häufigsten Krebsarten kann das Risiko einer Erkrankung durch regelmäßige körperliche Betätigung (Sport) gesenkt werden. Die biochemischen Mechanismen, die zu diesem Effekt führen, sind noch weitgehend unklar. Verschiedene Ursachen werden diskutiert. Sport reduziert das Krebsrisiko, indem Übergewicht reduziert, der Hormonhaushalt günstig beeinflusst und Entzündungen entgegengewirkt wird.

### Brustkrebs
Frauen können das Risiko einer Brustkrebserkrankung durch eine regelmäßige körperliche Betätigung um bis zu 50 % senken. Die Ursache für diesen Effekt ist noch weitgehend unklar. Es werden unter anderem Veränderungen am Hormonspiegel zirkulierender Hormone vermutet. Erhöhte körperliche Aktivität senkt bei Frauen den Östrogenspiegel im Blut; dies sowohl vor als auch nach der Menopause.
Neben den hormonellen Aspekten werden auch andere Mechanismen, beziehungsweise Confounder-Effekte, wie Reduzierung des Körpergewichtes und eine erhöhte immunologische Aktivität diskutiert. Möglicherweise spielt die nach anaerober körperlicher Belastung zu beobachtende Azidose eine positive Rolle.

### Kolorektales Karzinom
Das Kolorektalkarzinom ist bezüglich des Einflusses von körperlicher Betätigung und Erkrankungswahrscheinlichkeit eine der am besten untersuchten Krebserkrankungen. Verschiedene Fall-Kontroll- und Kohortenstudien haben gezeigt, dass mit zunehmender körperlicher Betätigung das Risiko für diese Krebsform abnimmt. Bei Krebserkrankungen des Rektums besteht offensichtlich keine Korrelation zur körperlichen Aktivität der Patienten. Über die Ursachen der Reduzierung der Erkrankungswahrscheinlichkeit beim Kolonkarzinom durch erhöhte körperliche Aktivität herrscht noch weitgehend Unklarheit. Möglicherweise sind die durch körperliche Aktivität reduzierten Insulin- und IGF-1-Spiegel im Blut der Grund für diesen Effekt.

### Bronchialkarzinom
Die Mehrzahl der auf diesem Gebiet durchgeführten klinischen Studien kommt zu dem Ergebnis, dass durch körperliche Aktivität das Risiko für ein Bronchialkarzinom gesenkt werden kann. Bei moderatem Freizeitsport sinkt das Risiko um 13 %, bei Leistungssport um 30 %. Dies gilt für beide Geschlechter, mit einem geringfügig höheren positiven Einfluss bei Frauen.
Die biologischen Mechanismen, die zu einer Abnahme des Risikos für ein Bronchialkarzinom durch körperliche Aktivität führen, sind weitgehend unklar. Verschiedene mögliche Mechanismen werden diskutiert, unter anderem die durch die körperliche Aktivität reduzierten Insulin-, IGF-, Glucose- und Triglycerid-Spiegel sowie die erhöhten Spiegel an High Density Lipoprotein. Auch das ‚Training‘ des Immunsystems, das durch sportliche Betätigung die Anzahl und Aktivität von Makrophagen, NK-Zellen und zytotoxischen T-Zellen steigert, wird als Erklärungsmodell diskutiert.

## Präventive Impfung

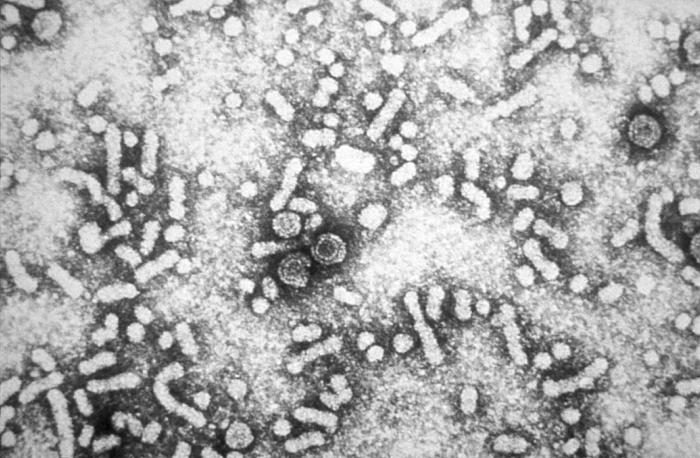
Hepatitis-B-Viren unter dem Transmissionselektronenmikroskop

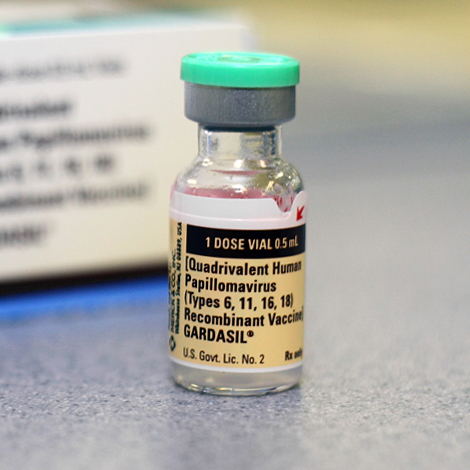
Ein HPV-Impfstoff

→ siehe Hauptartikel: HPV-Impfstoff und Hepatitis B
Die präventive Impfung gegen bestimmte onkogene Viren, also Viren mit tumorauslösenden Eigenschaften, ist eine der wirksamsten Maßnahmen zur Vermeidung bestimmter Krebserkrankungen. Infektiöse Erreger und dabei im Wesentlichen onkogene Viren werden in Deutschland und den Vereinigten Staaten für etwa 5 % aller Krebserkrankungen verantwortlich gemacht. Dazu gehören humane Papillomviren (HPV), Hepatitis B und C, das Epstein-Barr-Virus (EBV), das humane Herpesvirus 8 (HHV-8), das humane T-lymphotropes Virus 1 (HTLV-1) und das Merkelzell-Polyoma-Virus.
Durch die Impfung gegen Hepatitis-B-Virus kann die Wahrscheinlichkeit für ein Leberzellkarzinom (hepatozelluläres Karzinom, HCC für hepatocellular carcinoma) erheblich gesenkt werden. In Asien und Afrika ist das durch Hepatitis B verursachte Leberzellkarzinom einer der häufigsten bösartigen Tumoren. Die Weltgesundheitsorganisation hat 1992 alle Mitgliedstaaten aufgefordert, die Hepatitis-B-Impfung in die nationalen Impfprogramme aufzunehmen. In Taiwan konnte so die HCC-Inzidenz erheblich gesenkt werden.
2006 wurde der erste Impfstoff gegen humane Papillomviren (HPV) zugelassen. Infektionen mit diesen Viren können Tumoren speziell im Anogenitalbereich (Anus und Genitalien) hervorrufen. Zu den durch HPV induzierten Krebserkrankungen gehören unter anderem das Zervixkarzinom (Gebärmutterhalskrebs), Vulvakrebs, Peniskarzinom und Analkarzinom. Die Hochrisiko-HPV-Typen 16 und 18 werden weltweit für ca. 70 % aller Zervixkarzinome verantwortlich gemacht.
Die therapeutische Impfung (Krebsimmuntherapie), beispielsweise mit Sipuleucel-T gegen das Prostatakarzinom, ist keine Krebsprävention.

## Eradikation vonHelicobacter pylori
→ siehe Hauptartikel: Helicobacter pylori

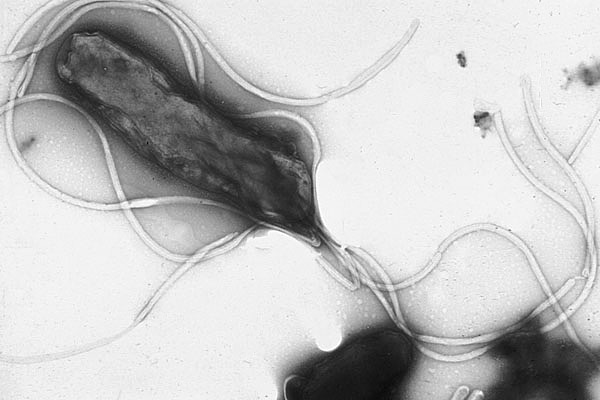
Helicobakter pylori im Transmissionselektronenmikroskop

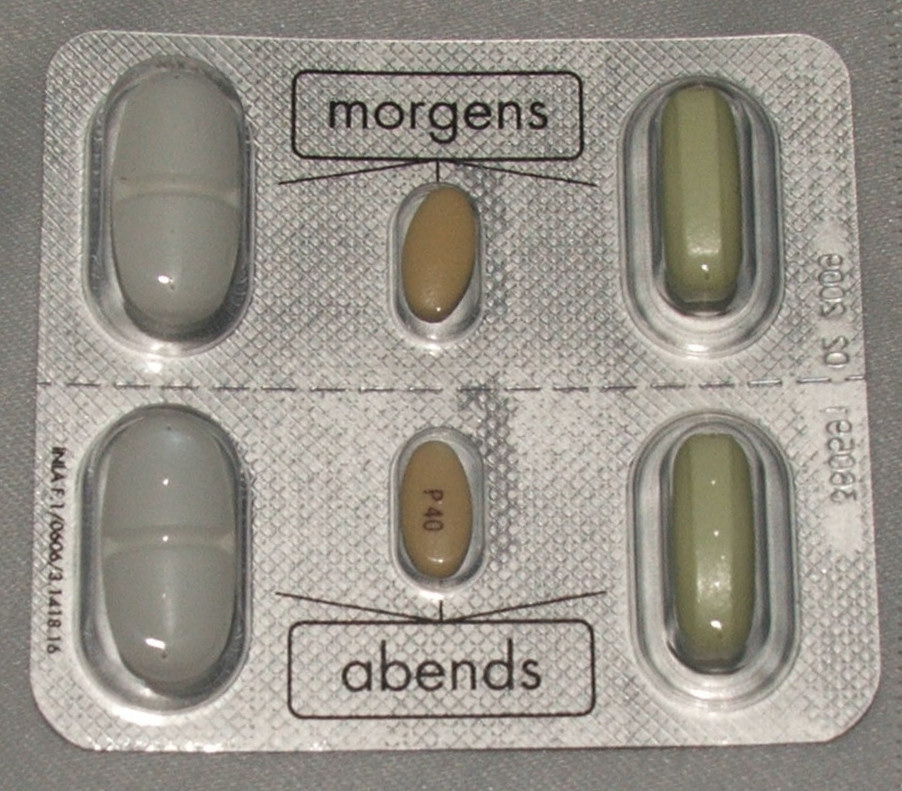
Die tägliche Dosis für eine Dreifach-Therapie (triple therapy), mit drei verschiedenen Wirkstoffen, zur Eradikation von H. pylori

Die chronische Infektion mit dem im Magen befindlichen Stäbchenbakterium Helicobacter pylori ist ein Risikofaktor für die Entstehung eines Magenkarzinoms und eines MALT-Lymphoms. Weltweit ist etwa die Hälfte der Bevölkerung mit H. pylori infiziert. Davon erkrankt nur ein kleiner Bruchteil an einer chronischen Gastritis, die der Ausgangspunkt für die Entwicklung eines Magenkarzinoms sein kann. In der Summe sterben weltweit jährlich etwa 500.000 Menschen an einem von H. pylori verursachten Magenkarzinom. Die Infektionsrate ist in Entwicklungsländern erheblich höher als in Industrienationen. In Deutschland sind dennoch etwa 33 Millionen Menschen mit H. pylori infiziert. Die Prävalenz liegt in Deutschland bei ca. 35 %. Die Mortalität von H. pylori wird von der Allgemeinheit völlig falsch eingeschätzt. Magenkrebs ist weltweit die vierthäufigste Krebstodesursache (Stand 2020) und man geht davon aus, dass der weitaus größte Teil dieser Todesfälle durch H. pylori verursacht wird.
Die Eradikation von Helicobacter pylori, also die vollständige Vernichtung dieses Krankheitserregers, ist nach den Maastricht-Leitlinien der European Helicobacter pylori Study Group (EHPSG) nach bestimmten Kriterien indiziert. Die Therapie erfolgt in der Regel durch die orale Gabe von zwei Antibiotika und einem Protonenpumpenhemmer. Ein zugelassener Impfstoff ist derzeit (2024) noch nicht verfügbar. Bei Magenbeschwerden raten die meisten Ärzte zu einer Therapie gegen die Infektion. Die molekularbiologischen Zusammenhänge zwischen Infektion und Karzinogenese sind noch weitgehend unklar. Einige Studien zeigen einen Zusammenhang zwischen dem Verzehr von viel Fleisch und der bakteriellen Erkrankung. Speziell rotes Fleisch fördert durch seinen hohen Eisengehalt offensichtlich das Wachstum des Bakteriums.

## Chemoprävention – Arzneimittel zur Krebsvorbeugung
Die Entwicklung von einer normalen Zelle bis zu einem Tumor geht über verschiedene präkanzeröse Stufen, bei denen genetische Veränderungen in den Zellen akkumulieren. Diesen Veränderungen (Entartungen) entgegenzuwirken ist das Ziel der Chemoprävention. Dazu können synthetische Substanzen und Naturstoffe verwendet werden. Sie sollen die präkanzerösen Prozesse im normalen Gewebe oder in den gutartigen Krebsvorstufen verlangsamen, hemmen oder gar rückgängig machen.
Derzeit (Stand 2010) ist nur der Arzneistoff Tamoxifen von der Food and Drug Administration für die Prävention von Brustkrebs bei Frauen mit einem erhöhten Erkrankungsrisiko zugelassen. Eine Reihe von anderen Substanzen befindet sich in der klinischen Erprobung. Dazu gehören unter anderem nichtsteroidale Antiphlogistika (non steroidal anti inflammatory drugs, NSAID) wie beispielsweise COX-2-Hemmer oder Acetylsalicylsäure („Aspirin“).
Diese Arzneistoffe sind für andere Indikationen, aber nicht zur Chemoprävention, zugelassen. In Studien mit Patienten, die über einen längeren Zeitraum NSAIDs – beispielsweise zur Behandlung rheumatischer Erkrankungen – erhielten, konnte eine signifikante Reduzierung des Krebsrisikos festgestellt werden. Für Brustkrebs sank das Risiko um 25 %, für kolorektales Karzinom um 43 %, Bronchialkarzinom um 28 % und Prostatakrebs um 27 %. Die dauerhafte Einnahme dieser Arzneistoffe ist unter Umständen mit erheblichen Nebenwirkungen verbunden. Ein Off-Label-Use wird nur bei Hochrisikopatienten, beispielsweise mit familiärer adenomatöse Polyposis (FAP) nach einer ileorektalen Anastomose, als sinnvoll angesehen.

## Operative Krebspräventionen
Die prophylaktische Mastektomie, also die vorbeugende Entfernung (Amputation) beider Brüste einer Frau, die ein hohes genetisch bedingtes Risiko (Prädisposition) trägt, an Brustkrebs zu erkranken, ist die sicherste Methode Brustkrebs zu verhindern. Die Morbidität dieser Maßnahme ist sehr hoch.
Während sich beispielsweise in den Vereinigten Staaten oder den Niederlanden sehr viele Hochrisikopatientinnen für diese Form der Krebsprävention entscheiden, sind deutsche Frauen der gleichen Risikogruppe wesentlich zurückhaltender. In Österreich entscheiden sich 11 Prozent der Risikopatientinnen für die vorbeugende Entfernung der beiden Brüste.
Eine weitere operative Krebsprävention, die bei Hochrisikopatientinnen – beispielsweise mit BRCA1-Mutation – durchgeführt werden kann, ist die prophylaktische Ovariektomie, die vorbeugende Entfernung beider Eierstöcke (Ovarien).
Die beidseitige Orchiektomie (Kastration) ist die älteste Therapieform des Prostatakarzinoms. Prinzipiell kann dieser Eingriff auch präventiv erfolgen. Kastraten können aufgrund des Testosteronmangels nicht an einem Prostatakarzinom erkranken. Bedingt durch die hohe Morbidität, verbunden mit psychologischen Barrieren und fehlenden Prädispositionen (keine Hochrisikopatienten), wird die beidseitige Orchiektomie nicht präventiv angewandt.

## Krebsprävention – Krebsvorsorge

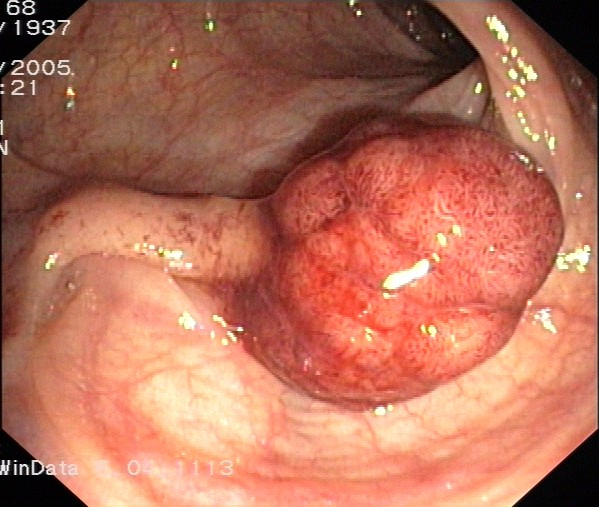
Ein gestielter Dickdarmpolyp ist eine fakultativ präkanzeröse Gewebeveränderung.

Im Grenzbereich zwischen Krebsprävention und Krebsvorsorge befindet sich die Behandlung von präkanzerösen Gewebeveränderungen. So ist beispielsweise die Entfernung von gutartigen Dickdarmpolypen bei einer Koloskopie (Darmspiegelung) eine Krebsprävention im Rahmen einer Vorsorgeuntersuchung. Aus den fakultativ präkanzerösen Dickdarmpolypen können über die Adenom-Karzinom-Sequenz im Laufe der Jahre kolorektale Karzinome entstehen. Erste Studien aus dem Rhein-Neckar-Raum zeigen, dass durch Koloskopie das Darmkrebsrisiko um bis zu 64 Prozent reduziert werden kann.

## Weiterführende Literatur
Fachbücher
- Harald zur Hausen und Katja Reuter: Gegen Krebs. Die Geschichte einer provokativen Idee, Rowohlt Verlag, Reinbek bei Hamburg 2010, ISBN 978-3-498-03001-8
- D. S. Alberts und L. M. Hess: Fundamentals of Cancer Prevention. Verlag Springer, 2009, ISBN 3-540-68985-0 eingeschränkte Vorschau in der Google-Buchsuche
- H. J. Senn u. a.: Cancer prevention. Band 2, Verlag Springer, 2008, ISBN 3-540-69296-7 eingeschränkte Vorschau in der Google-Buchsuche
- J. H. Bessiel: Progress in Cancer Prevention. Nova Publishers, 2008, ISBN 1-60456-327-3 eingeschränkte Vorschau in der Google-Buchsuche
- H. J. Senn u. a.: Tumor prevention and genetics. Band 3, Verlag Springer, 2005, ISBN 3-540-22228-6 eingeschränkte Vorschau in der Google-Buchsuche
- G. A. Colditz und C. J. Stein: Handbook of cancer risk assessment and prevention. Jones & Bartlett Learning, 2004, ISBN 0-7637-1883-1 eingeschränkte Vorschau in der Google-Buchsuche
- H. Vainio u. a.: Mechanisms in carcinogenesis and cancer prevention. Verlag Springer, 2003, ISBN 3-540-43837-8 eingeschränkte Vorschau in der Google-Buchsuche
- G. A. Colditz und D. J. Hunter: Cancer prevention: the causes and prevention of cancer. Verlag Springer, 2000, ISBN 0-7923-6603-4 eingeschränkte Vorschau in der Google-Buchsuche
- H. Theml: Krebs und Krebsvermeidung. Verlag C.H. Beck, 2005, ISBN 3-406-50880-4 eingeschränkte Vorschau in der Google-Buchsuche
- H. Theml: Krebszellen mögen keine Himbeeren Nahrungsmittel gegen Krebs. Das Immunsystem stärken und gezielt vorbeugen. Kösel-Verlag, 2017. ISBN 978-3-466-34663-9

Regelmäßig erscheinende Journals zum Thema Krebsprävention
- Cancer Prevention Research: monatlich erscheinendes Peer-Review-Journal der American Association for Cancer Research[108]
- Cancer Detection and Prevention: zweimonatlich erscheinendes peer-refereed Journal der International Society for Preventive Oncology[109]